# Ennstaler Alpen
Ennstaler Alpen är en bergskedja i Österrike. Den ligger i den östra delen av landet, 150 km väster om huvudstaden Wien.
Ennstaler Alpen sträcker sig 17,4 km i öst-västlig riktning. Den högsta toppen är Großer Buchstein, 2 224 meter över havet.
Topografiskt ingår följande toppar i Ennstaler Alpen:
- Almmauer
- Augstein
- Brettspitze
- Brunnriegel
- Bärenstein
- Großer Buchstein
- Großer Looskogel
- Gsengkogel
- Gstatterstein
- Kleiner Buchstein
- Kohlwegriegel
- Radmererkogel
- Tamischbachturm
- Zinödl Berg

I omgivningarna runt Ennstaler Alpen växer i huvudsak blandskog. Runt Ennstaler Alpen är det ganska glesbefolkat, med 25 invånare per kvadratkilometer.